# العلاقات التوفالية القبرصية
العلاقات التوفالية القبرصية هي العلاقات الثنائية التي تجمع بين توفالو وقبرص.

## مقارنة بين البلدين
هذه مقارنة عامة ومرجعية للدولتين:
| وجه المقارنة                                              | توفالو                         | قبرص                                                                 |
| --------------------------------------------------------- | ------------------------------ | -------------------------------------------------------------------- |
| المساحة (كم2)                                             | 26                             | 9.24 ألف                                                             |
| عدد السكان (نسمة)                                         | 11.19 ألف                      | 1.14 مليون                                                           |
| الكثافة السكانية (ن./كم²)                                 | 43.04 ألف                      | 123.38                                                               |
| العاصمة                                                   | فونافوتي                       | نيقوسيا                                                              |
| اللغة الرسمية                                             | اللغة التوفالوية، لغة إنجليزية | اليونانية الحديثة، اللغة التركية، لغة يونانية                        |
| العملة                                                    | دولار توفالو                   | يورو، جنيه قبرصي                                                     |
| الناتج المحلي الإجمالي (بليون دولار)                      | 39.73 مليون                    | 21.65 مليار                                                          |
| الناتج المحلي الإجمالي (تعادل القوة الشرائية) بليون دولار | 38.93 مليون                    | 26.73 مليار                                                          |
| الناتج المحلي الإجمالي الاسمي للفرد دولار أمريكي          | 3.29 ألف                       | 23.24 ألف                                                            |
| الناتج المحلي الإجمالي للفرد دولار أمريكي                 | 3.77 ألف                       | 30.24 ألف                                                            |
| مؤشر التنمية البشرية                                      |                                | 0.850                                                                |
| رمز المكالمات الدولي                                      | +688                           | +357                                                                 |
| رمز الإنترنت                                              | .tv                            | .cy                                                                  |
| المنطقة الزمنية                                           | ت ع م+12:00                    | ت ع م+02:00، ت ع م+03:00، توقيت شرق أوروبا، توقيت شرق أوروبا الصيفي ‏ |

## منظمات دولية مشتركة
يشترك البلدان في عضوية مجموعة من المنظمات الدولية، منها:
| علم المنظمة | اسم المنظمة                   | تاريخ انضمام توفالو | تاريخ انضمام قبرص |
| ----------- | ----------------------------- | ------------------- | ----------------- |
|             | مؤسسة التنمية الدولية         | 24 يونيو 2010       | 2 مارس 1962       |
|             | منظمة حظر الأسلحة الكيميائية  | ?                   | ?                 |
|             | الأمم المتحدة                 | 5 سبتمبر 2000       | 20 سبتمبر 1960    |
|             | الاتحاد الدولي للاتصالات      | 15 أغسطس 1996       | 24 أبريل 1961     |
|             | البنك الدولي للإنشاء والتعمير | 24 يونيو 2010       | 21 ديسمبر 1961    |
|             | الاتحاد البريدي العالمي       | ?                   | ?                 |
|             | يونسكو                        | 21 أكتوبر 1991      | 6 فبراير 1961     |
|             | دول الكومنولث                 | ?                   | ?                 |

## وصلات خارجية
- موقع وزارة الخارجية القبرصية